# جورج كاري (مهندس معماري)
جورج كاري (بالإنجليزية: George Cary)‏ هو مهندس معماري أمريكي، ولد في 1859 في بوفالو في الولايات المتحدة، وتوفي بنفس المكان في 1945.

## معرض صور

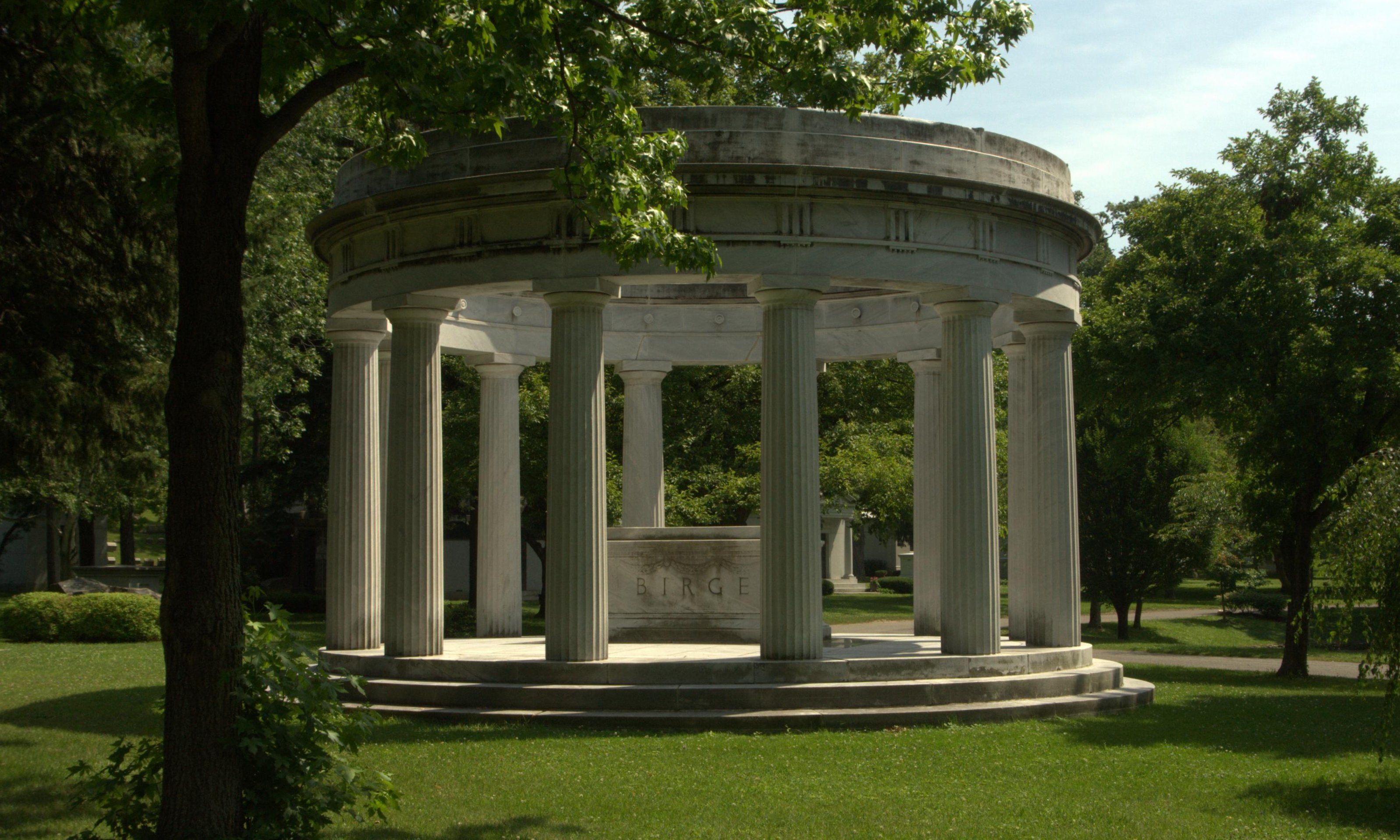
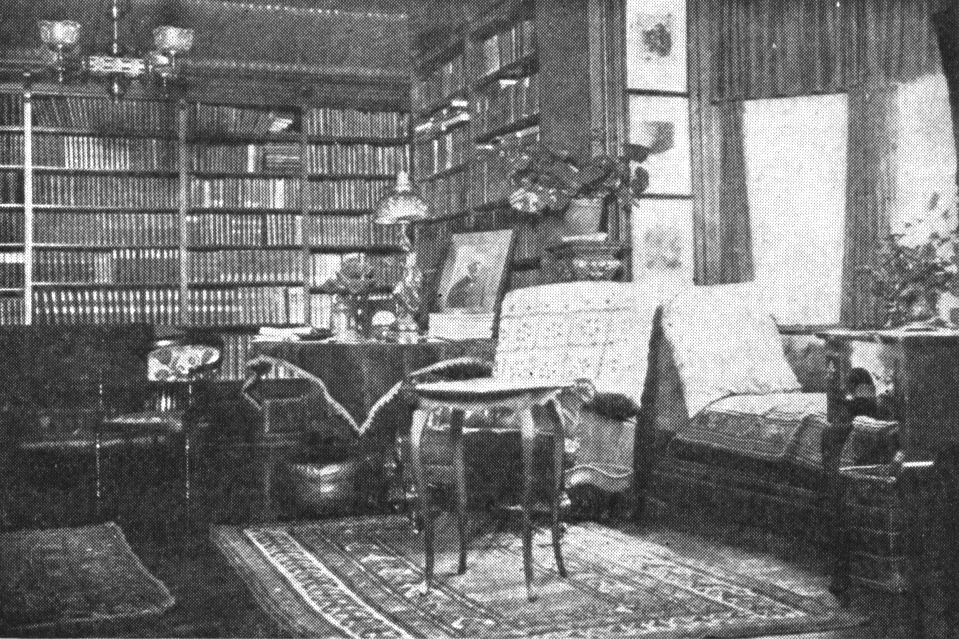
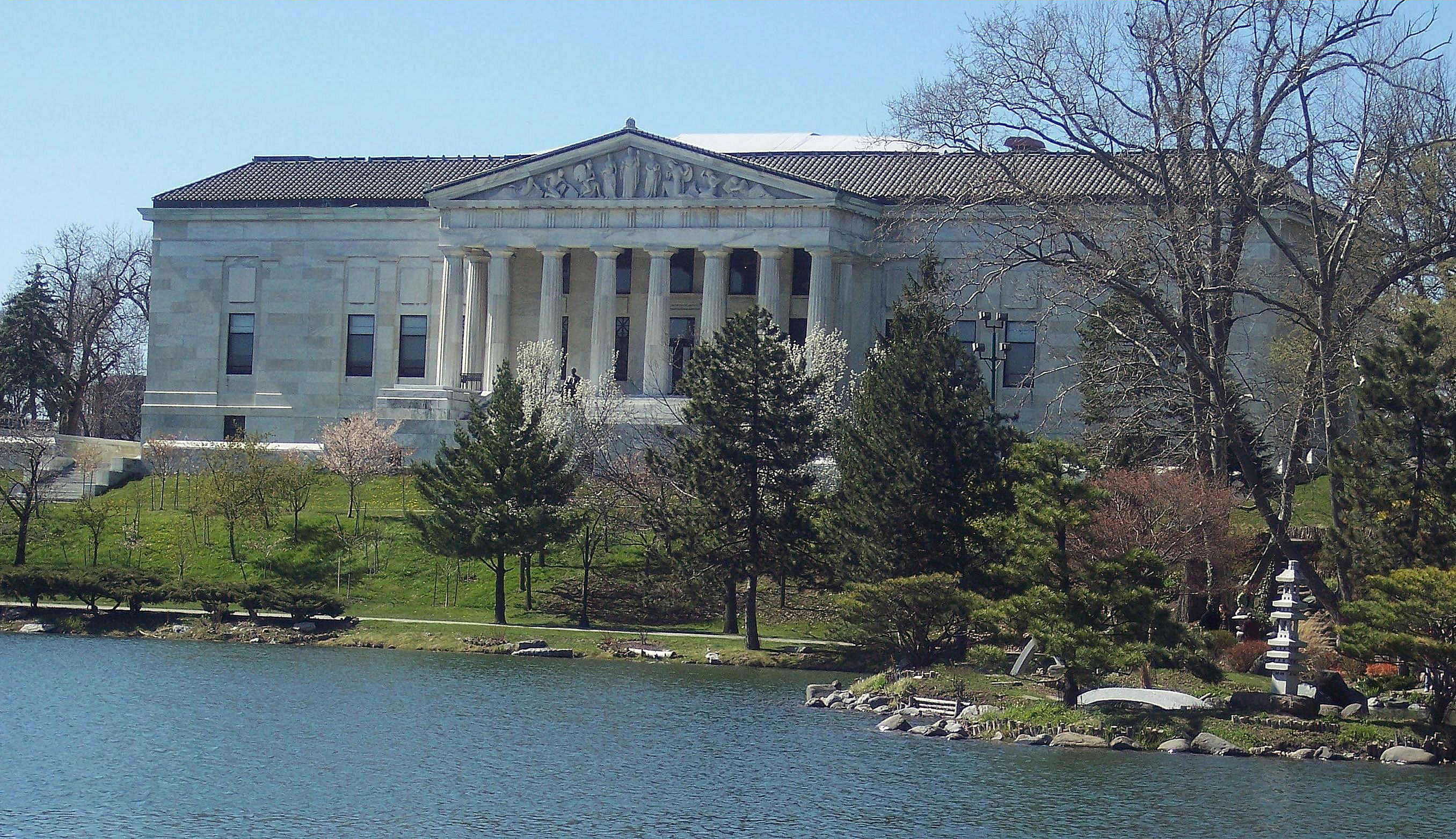